# Ford Model C Ten
Ford Model C Ten — легковой автомобиль, выпускавшийся компанией Ford в Великобритании в период между 1934 и 1937 годами. Машина также собиралась в Испании (Барселона) в 1934-36-е годы. Немецкий вариант автомобиля в тот же самый период носил название Ford Eifel.
Машина использовала улучшенный вариант двигателя Ford Model Y, увеличенного до объёма 1172 см3, путём увеличения хода поршня с 56,6 мм до 63,5 мм, но при этом с неизменным диаметром цилиндра 92,5 мм. Стандартный двигатель выдавал 30 л. с. (22кВт) при 4000 оборотах. Этот двигатель стал основным для многих тюнеров в послевоенные дни, и дал старт многим изготовителям спортивных авто, включая Lotus Cars вплоть до 1962 года.
Машина могла развивать 110 км/ч и могла проехать 56 километров на одном галлоне топлива (Imperial gallon).